# Teuffenbach Kristóf
Teuffenbach Kristóf (németül Christoph von Teuffenbach; 1545 (?) - 1598.) stájer főnemes, Habsburg birodalmi hadvezér, felső-magyarországi főkapitány, diplomata.

## Élete
Wittenbergben tanult.
1567-ben szultáni audiencián volt. 1568-ban II. Miksa német-római császár a Drinápolyi béke megkötésére küldött követségének tagja volt.
1570-1579 között szatmári főkapitány. 1576-ban Miksa király követeként felszólította Báthory István erdélyi fejedelmet hogy mondjon le a lengyel koronáról. 1584-1587 között Bécs főparancsnoka volt. Ezt követően diplomáciai szolgálata útján Habsburg Miksa főherceg lengyel trónigényét segítette. A tizenöt éves háború alatt, 1592-1598 között felső-magyarországi főkapitány, s minden fontos csatában és ostromban (Szabatka, Fülek, Hatvan) részt vett. Pálffy Miklóssal számos várat visszafoglalt. 1593-ban Tarcalon tanácskoztak, majd 1593 telén német seregével Kassára vonult vissza. Ő tüntette ki Koháry Pétert, és fogságba ejtette sóvári Soós István alispánt.
Utolsó, negyedik felesége Dóczy Frusina volt, aki fiával 1600-ban panaszt emelt Homonnai György ellen.